# كونتومو سوزوكي
كونتومو سوزوكي (باليابانية: 鈴木 国友) (مواليد 3 يوليو 1995) هو لاعب كرة قدم ياباني.

## وصلات خارجية
- كونتومو سوزوكي على موقع رابطة كرة القدم اليابانية للمحترفين (اليابانية)
- كونتومو سوزوكي على موقع قاعدة بيانات كرة القدم.إي يو (الإنجليزية)
- كونتومو سوزوكي على موقع Soccerway.com (الإنجليزية)
- كونتومو سوزوكي على موقع عالم كرة القدم.نت (الإنجليزية)